# Кубок Литви з футболу 1999—2000
Кубок Литви з футболу 1999—2000 — 11-й розіграш кубкового футбольного турніру в Литві. Титул вдруге здобув Екранас.

## Календар
| Раунд      | Дата                       | Матчі | Клуби  |
| ---------- | -------------------------- | ----- | ------ |
| 1/8 фіналу | 31 серпня - 1 вересня 1999 | 8     | 16 → 8 |
| 1/4 фіналу | 15/27-29 вересня 1999      | 8     | 8 → 4  |
| 1/2 фіналу | 12 квітня/3 травня 2000    | 4     | 4 → 2  |
| Фінал      | 20 травня 2000             | 1     | 2 → 1  |

## 1/8 фіналу
| Команда 1                 | Рахунок | Команда 2           |
| ------------------------- | ------- | ------------------- |
| 31 серпня 1999            |         |                     |
| Кауно Єгеряй (2)          | 0:1     | Кареда              |
| Дайнава                   | 1:3 дч  | Екранас             |
| Атлетас (Каунас) (2)      | 0:5     | Інкарас             |
| Таурас (2)                | 1:6     | Атлантас            |
| Лієтава (Йонава) (2)      | 1:4     | Жальгіріс (Вільнюс) |
| Полонія (Вільнюс) (3)     | 1:10    | Невежис             |
| 1 вересня 1999            |         |                     |
| Ардена (Вільнюс)          | 2:3     | Банга               |
| Жальгіріс-2 (Вільнюс) (2) | 0:5     | Каунас              |

## 1/4 фіналу
| Команда 1           | Заг.    | Команда 2 | 1-й матч | 2-й матч |
| ------------------- | ------- | --------- | -------- | -------- |
| 15/27 вересня 1999  |         |           |          |          |
| Кареда              | 7:0     | Банга     | 4:0      | 3:0      |
| 15/29 вересня 1999  |         |           |          |          |
| Екранас             | 4:2     | Атлантас  | 2:2      | 2:0      |
| Жальгіріс (Вільнюс) | 3:1     | Невежис   | 1:1      | 2:0      |
| Каунас              | 2:2 (ч) | Інкарас   | 2:2      | 0:0      |

## 1/2 фіналу
| Команда 1               | Заг. | Команда 2           | 1-й матч | 2-й матч |
| ----------------------- | ---- | ------------------- | -------- | -------- |
| 12 квітня/3 травня 2000 |      |                     |          |          |
| Кареда                  | 1:4  | Жальгіріс (Вільнюс) | 1:1      | 0:3      |
| Атлетас-Інкарас         | 0:5  | Екранас             | 0:2      | 0:3      |

## Фінал
| 20 травня 2000 |

| Екранас                 | 1:0      | Жальгіріс (Вільнюс) |
| ----------------------- | -------- | ------------------- |
| Гардзіяускас 57' (пен.) | Протокол |                     |

| Стадіон «Судува», Маріямполе Глядачів: 1 000 Арбітр: Юстінас Міляускас |